# 鉭鐵礦
鉭鐵礦（tantalite）是化學式為(Fe, Mn)Ta2O6的礦物，是化學元素钽的主要來源。在化學特性上類似鈮鐵礦，這兩種礦石常一起出現，稱為钶钽铁矿。鉭鐵礦的比重（8.0+）比鈮鐵礦（5.2）大。富含鐵的會稱為ferrotantalite，富含锰的會稱為manganotantalite（鉭錳礦）。
鉭鐵礦很類似重鉭鐵礦，兩者有相同的化學成份，但鉭鐵礦是正交晶系，而重鉭鐵礦是四方晶系。
鉭鐵礦的顏色和條痕是棕色至黑色。富含錳的鉭鐵礦可能是棕色。

## 產地

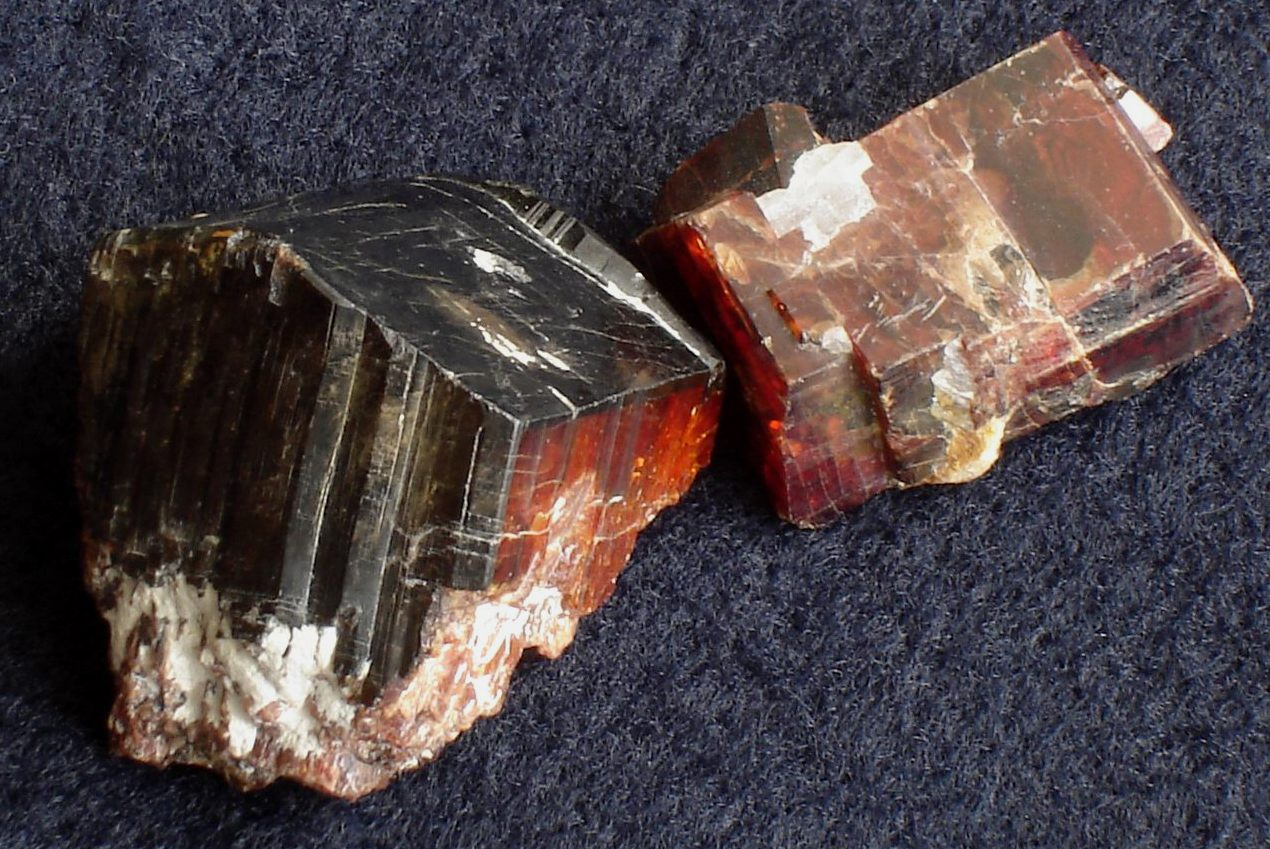
巴西RN Alto do Giz的manganotantalite

鉭鐵礦會在富含稀土元素的偉晶花岡岩中，或是源自這些礦石的沙石中。鉭鐵礦的產地包括澳大利亚、巴西、加拿大、哥伦比亚（瓜伊尼亚省及比查达省）、埃及、北歐、马达加斯加、纳米比亚、奈及利亞、卢旺达、刚果民主共和国、美国（加利福尼亚州、科羅拉多州、缅因州及弗吉尼亚州）及辛巴威。巴西的礦藏量是全世界第一位（52.1%） 。

## 可持續性
鉭鐵礦的開採造成了刚果民主共和国很多的环境问题及社會問題。

## 外部連結
- Webmineral Tantalite-(Fe) （页面存档备份，存于）
- Webmineral Tantalite-(Mn) （页面存档备份，存于）
- Handbook of Mineralogy （页面存档备份，存于）